# Jean-Claude Piumi
Jean-Claude Piumi (Giraumont, 1940. május 27. – Fréjus, 1996. március 24.) francia válogatott labdarúgó.

## Pályafutása

### A válogatottban
1962 és 1967 között 4 alkalommal szerepelt a francia válogatottban és 1 gólt szerzett. Részt vett az 1966-os világbajnokságon.